# حشره‌خوار دودی
 حشره‌خوار دودی (نام علمی: Sorex fumeus) نام یک گونه از سرده حشره‌خوارهای دم‌دراز است.